# ウートンバセット
ウートンバセット(Wootton Bassett)はイギリス生産の競走馬、種牡馬である。主な勝ち鞍は2010年のジャン・リュック・ラガルデール賞(GI)。

## 経歴
2009年9月にドンカスターセントレジャー1歳セールに上場され、Bobby O'Ryanにより 44,000ギニーで取引され、Frank BradyとThe Cosmic Casesがオーナーとなった。

2010年6月のエア競馬場の未勝利戦を勝ち上がると、以降一般競走を3連勝する。そして10月フランスのロンシャンで行われたジャン・リュック・ラガルデール賞に出走し、勝利。翌年の仏2000ギニー馬TinHorseやMoonlightCloudを抑えて逃げ切り勝ち。リチャード・フェイヒー調教師とポール・ハナガン騎手は共に平地GⅠ初制覇となった。デビューから5連勝とし、無敗でこの年のキャリアを終えた。
3歳時はプール・デッセ・デ・プーランに出走。1番人気に支持されたものの、5着に終わり、デビュー以来の無敗をストップした。次いで出走したセントジェームズパレスステークスはフランケルの7着に敗れ、更にスプリント路線に転じたものの、勝ち星をあげることのできないまま、スプリントカップの13着を最後に現役を引退した。

## 種牡馬時代
引退後はフランスのエトレアム牧場で種牡馬として2012年から供用されることになった。初年度の種付け料は6,000ユーロ。
初年度はわずか23頭ほどしか生産されなかったが、その中から2016年のジョッケクルブ賞などG1を3勝し、その年のカルティエ賞最優秀3歳牡馬に選出されたアルマンゾルを輩出すると、一転して人気種牡馬になり、2014年には4000ユーロまで下がった種付け料が2017年には3倍以上の2万ユーロの種付け料となった。
その後も更にG1戦線での活躍馬を送り出し、種付け料は上昇。2020年にはクールモアにトレードされ、翌年からはアイルランドのクールモアスタッドで供用されることになった。また、オーストラリアにもシャトル種牡馬として供用されることになった。
2022年には同スタッド最高額の種付け料である15万ユーロで、2024年は自身最高の20万ユーロでの供用となった。
| 年度 | 2015 | 2016 | 2017 | 2018 | 2019 | 2020 | 2021 | 2022 | 2023 |
| ---- | ---- | ---- | ---- | ---- | ---- | ---- | ---- | ---- | ---- |
| 順位 | ー   | 12   | ー   | 14   | 17   | 4    | 3    | 14   | 4    |

### 主な産駒
- 2013年産
  - Almanzor- 2016年ジョッケクルブ賞、アイリッシュチャンピオンステークス、チャンピオンステークス
- 2016年産
  - Audarya - 2020年ジャンロマネ賞、ブリーダーズカップ・フィリー&メアターフ
- 2017年産
  - Wooded - 2020年アベイ・ド・ロンシャン賞
- 2018年産
  - Incarville - 2021年サンタラリ賞
- 2019年産
  - Zellie -2021年マルセルブサック賞
  - Royal Patronage -2025年カンタベリーステークス
- 2020年産
  - Al Riffa - 2022年ヴィンセントオブライエンナショナルステークス、2024年ベルリン大賞
  - King of Steel - 2023年チャンピオンステークス
- 2021年産
  - Bucanero Fuerte - 2023年フェニックスステークス
  - Unquestionable - 2023年ブリーダーズカップ・ジュヴェナイルターフ
- 2022年産
  - Camille Pissarro - 2024年ジャン・リュック・ラガルデール賞、2025年ジョッケクルブ賞
  - Tennessee Stud - 2024年クリテリウムドサンクルー
  - Twain - 2024年クリテリウムアンテルナシオナル
  - Henri Matisse - 2024年ブリーダーズカップ・ジュヴェナイルターフ、2025年プール・デッセ・デ・プーラン
  - Whirl - 2025年プリティーポリーステークス、ナッソーステークス

## 血統表
| ウートンバセットの血統  | ウートンバセットの血統                                    | ウートンバセットの血統                                    | （血統表の出典）                                          | （血統表の出典） |
| 父 Iffraaj 2001 鹿毛    | 父の父Zafonic 1990 鹿毛                                   | Gone West                                                 | Mr. Prospector                                            | Mr. Prospector   |
| 父 Iffraaj 2001 鹿毛    | 父の父Zafonic 1990 鹿毛                                   | Gone West                                                 | Secrettame                                                |                  |
| 父 Iffraaj 2001 鹿毛    | 父の父Zafonic 1990 鹿毛                                   | Zaizafon                                                  | The Minstrel                                              | The Minstrel     |
| 父 Iffraaj 2001 鹿毛    | 父の父Zafonic 1990 鹿毛                                   | Zaizafon                                                  | Mofida                                                    |                  |
| 父 Iffraaj 2001 鹿毛    | 父の母Pastorale 1988 栗毛                                 | Nureyev                                                   | Northern Dancer                                           | Northern Dancer  |
| 父 Iffraaj 2001 鹿毛    | 父の母Pastorale 1988 栗毛                                 | Nureyev                                                   | Special                                                   |                  |
| 父 Iffraaj 2001 鹿毛    | 父の母Pastorale 1988 栗毛                                 | Park Appeal                                               | Ahonoora                                                  | Ahonoora         |
| 父 Iffraaj 2001 鹿毛    | 父の母Pastorale 1988 栗毛                                 | Park Appeal                                               | Balidaress                                                |                  |
| 母 Balladonia 1996 鹿毛 | 母の父Primo Dominie 1982 鹿毛                             | Dominion                                                  | Derring-Do                                                | Derring-Do       |
| 母 Balladonia 1996 鹿毛 | 母の父Primo Dominie 1982 鹿毛                             | Dominion                                                  | Picture Palace                                            |                  |
| 母 Balladonia 1996 鹿毛 | 母の父Primo Dominie 1982 鹿毛                             | Swan Ann                                                  | My Swanee                                                 | My Swanee        |
| 母 Balladonia 1996 鹿毛 | 母の父Primo Dominie 1982 鹿毛                             | Swan Ann                                                  | Anna Barry                                                |                  |
| 母 Balladonia 1996 鹿毛 | 母の母Susquehanna Days 1990 青鹿毛                        | Chief's Crown                                             | Danzig                                                    | Danzig           |
| 母 Balladonia 1996 鹿毛 | 母の母Susquehanna Days 1990 青鹿毛                        | Chief's Crown                                             | Six Crowns                                                |                  |
| 母 Balladonia 1996 鹿毛 | 母の母Susquehanna Days 1990 青鹿毛                        | Gliding By                                                | Tom Rolfe                                                 | Tom Rolfe        |
| 母 Balladonia 1996 鹿毛 | 母の母Susquehanna Days 1990 青鹿毛                        | Gliding By                                                | Key Bridge                                                |                  |
| 母系(F-No.)             | (FN:2-n)                                                  | (FN:2-n)                                                  | (FN:2-n)                                                  | [ § 2 ]          |
| 5代内の近親交配         | Northern Dancer 4・5×5 = 12.50%、Secretariat = 5×5 =6.25% | Northern Dancer 4・5×5 = 12.50%、Secretariat = 5×5 =6.25% | Northern Dancer 4・5×5 = 12.50%、Secretariat = 5×5 =6.25% | [ § 3 ]          |
| 出典                    | 1. 2. 3.                                                  | 1. 2. 3.                                                  | 1. 2. 3.                                                  | 1. 2. 3.         |